# Municipio de Madison (condado de Lake)
El municipio de Madison (en inglés: Madison Township) es un municipio ubicado en el condado de Lake en el estado estadounidense de Ohio. En el año 2010 tenía una población de 18 889 habitantes y una densidad poblacional de 39,51 personas por kilómetro cuadrado.

## Geografía
El municipio de Madison se encuentra ubicado en las coordenadas 41°51′10″N 81°0′14″O / 41.85278, -81.00389. Según la Oficina del Censo de los Estados Unidos, el municipio tiene una superficie total de 478.03 km², de la cual 111.98 km² corresponden a tierra firme y (76.58 %) 366.05 km² es agua.

## Demografía
Según el censo de 2010, había 18889 personas residiendo en el municipio de Madison. La densidad de población era de 39,51 hab./km². De los 18 889 habitantes, el municipio de Madison estaba compuesto por el 96.88 % blancos, el 0.58 % eran afroamericanos, el 0.19 % eran amerindios, el 0.47 % eran asiáticos, el 0.02 % eran isleños del Pacífico, el 0.69 % eran de otras razas y el 1.18 % pertenecían a dos o más razas. Del total de la población el 2.12 % eran hispanos o latinos de cualquier raza.